# Comignago
Comignago är en ort och kommun i provinsen Novara i regionen Piemonte i Italien. Kommunen hade 1 259 invånare (2018).